# توني باول
توني باول (بالإنجليزية: Tony Paul)‏ (6 أبريل 1961 في المملكة المتحدة - ) هو لاعب كرة قدم بريطاني في مركز الوسط. لعب مع كريستال بالاس وMikkelin Palloilijat ‏ ونادي كرويدون ‏.

## وصلات خارجية
- توني باول على موقع قاعدة بيانات كرة القدم.إي يو (الإنجليزية)